# Oggetti e poteri de La Ruota del Tempo
Nella serie di quattordici romanzi fantasy La Ruota del Tempo dello scrittore statunitense Robert Jordan, si incontrano molti poteri, oggetti, strumenti e simili, dall'uso particolare; quelli legati all'uso dell'Unico Potere sono gli angreal, i sa'angreal ed i ter'angreal; altri invece non sono legati all'Unico Potere, ma hanno degli usi o delle storie particolari, tra questi si possono ricordare:

## Angreal e Sa'angreal
Gli angreal ed i sa'angreal sono strumenti legati all'uso dell'Unico Potere: essi servono ad aumentare la potenza degli incanalatori che li adoperano e sono rarissimi perché quasi tutti sono stati creati nell'Epoca Leggendaria, infatti nelle epoche successive, praticamente quasi più nessuno ha avuto il talento necessario per saperli produrre. Essi possono essere fabbricati nei più svariati materiali, in genere molti sembrano fatti di metallo o pietra, alcuni in materiali rari e più o meno sconosciuti, uno di questi è il cuendillar, o "pietra dell'anima", un materiale indistruttibile dell'Epoca Leggendaria e del quale si è ignorato il segreto di fabbricazione per oltre tremila anni.
La maggiore collezione di questi preziosi strumenti è custodita nei sotterranei della Torre Bianca, una collezione in costante crescita, poiché le Aes Sedai rivendicano il possesso e l'uso di qualsiasi oggetto di questo tipo, che venga ritrovato od inventato. Un altro angreal, di tipo maschile si trovava custodito nella Pietra di Tear.
Altri quattro angreal erano quelli custoditi in una collezione di strumenti, raccolta e pazientemente nascosta per circa duemila anni dalle Donne della Famiglia in un deposito nei pressi di Ebou Dar.
Nel Libro XIV Rand al'Thor regala ad Elayne Trakand uno strumento per creare un angreal, esso ha la forma di una statuina di una donna anziana e saggia. Rand chiama l'oggetto "seme" e spiega ad Elayne che, diversamente che per la creazione dei ter'angreal, per creare un angreal è necessario sempre partire da questi semi, così da trasferire il potere in un altro oggetto. Spiega inoltre che il processo è molto lungo e drena moltissimo del potere personale di chi crea il nuovo oggetto, perciò il procedimento va svolto in periodi di tranquillità.

### Lista degliangrealconosciuti
Sono strumenti che aumentano anche di parecchio la potenza dell'incanalatore che li adopera, essi si suddividono in angreal maschili o femminili a seconda che amplifichino la potenza in saidin o saidar. Gli angreal vengono inoltre classificati come forti o deboli, in base a quanto sono in grado di aumentare la potenza di un incanalatore. Se ne conoscono una dozzina:
- Spilla a forma di una tartaruga intagliata nell'ambra. Questo angreal femminile di media potenza è stato recuperato nel deposito segreto di Ebou Dar, Elayne l'ha tenuta per un po' di tempo e poi l'ha prestata ad Aviendha quando è partita per l'Arad Doman. Aviendha in seguito la adopera nel corso dell'Ultima Battaglia
- Braccialetto con anelli. Questo angreal femminile di notevole potenza ha la strana forma di un braccialetto che si chiude con una piccola chiavetta ed a cui sono collegati, attraverso delle catenine, degli anelli da portare alle dita. È stato recuperato nel deposito di Ebou Dar ed ora viene usato soprattutto da Nynaeve e usato da Alivia durante la pulitura di Saidin; ha anche la stranissima particolarità di adattarsi a qualsiasi mano lo indossi
- Spilla a forma di fiore, sembra intagliata in una pietra traslucida ed ha la forma di un giglio con troppi petali. Per oltre quarant'anni questo angreal femminile di piccola potenza è stato usato da Verin Sedai (e da lei tenuto nascosto alle altre Aes Sedai).
- Piccolo anello d'oro. Questo angreal femminile di media potenza è stato rubato nel deposito di Ebou Dar dagli uomini di Sammael; dopo la scomparsa di questo Reietto, Graendal l'ha trafugato dalla sua residenza ad Illian e da lei usato in diverse occasioni. Nel Libro XIII si scopre che questo angreal è rimasto distrutto dal Fuoco Malefico, quando Rand ha cancellato dal disegno l'intero rifugio di Graendal a Natrin's Barrow.
- Braccialetto intagliato nell'avorio. Ha la forma di un uomo ripiegato all'indietro su sé stesso, con i polsi e le caviglie legati assieme. Questo angreal femminile è stato recuperato da Moiraine nel Rhuidean e trasportato a Cairhien con i carri di Karede. Moiraine l'ha preparato sul carro per il suo incontro con Lanfear ed è finito assieme a loro due, al di là della soglia, nel paese degli Eelfinn. Nel Libro XIII si scopre che questo angreal è così forte da poter essere considerato quasi un sa'angreal e che è una delle cose che Moiraine ha richiesto agli Eelfinn.
- Statuetta di una donna, intagliata nell'avorio. Questo angreal femminile di notevole potenza è stato affidato di nascosto dall'Amyrlin Siuan Sanche a Moiraine, per aiutarla nella sua missione. Viene adoperato nei primi tre libri e l'ultima volta che se ne ha notizia è quando viene usato da Moiraine nel terzo libro, per guarire gli Shienaresi feriti dall'attacco dei Trolloc sulle Montagne della Nebbia. Non si sa che fine abbia fatto in seguito
- Piccolo uomo grasso intagliato in una pietra scura, l'uomo è seduto a gambe incrociate e tiene una spada sulle ginocchia. Questo angreal di notevole potenza è stato recuperato da Rand al'Thor nella Grande Proprietà di Tear. È l'unico angreal maschile di cui si conosca l'esistenza ed era scomparso a Cairhien nel corso della cattura di Rand stesso, da parte delle sorelle fedeli ad Elaida. Nel Libro XIV Rand afferma di essere riuscito a ritrovare l'angreal celato sotto al fango del campo di battaglia dei Pozzi di Dumai. Rand lo utilizza durante la battaglia di Maradon e poi al Passo Tarwin, durante la Battaglia dello Shienar. Successivamente lo invia a Logain che lo usa nel corso dell'Ultima Battaglia.
- Statuina di una donna seduta, rivestita dei suoi capelli ed intagliata nell'avorio. Questo angreal femminile di piccola potenza è stato recuperato nel magazzino di Ebou Dar e tuttora si trova in possesso di Elayne che lo adopera nell'Ultima Battaglia.
- Averla d'oro. Questo angreal femminile di potenza medio/piccola fa parte del set di ornamenti per i capelli posseduto da Cadsuane.
- Figurina di pietra nella forma di una donna nuda che si copre coi propri capelli. Questo angreal femminile viene visto da Egwene nel museo della Panarca a Tanchico, durante un suo viaggio in Tel'Aran'Rhiod. Non si sa che fine abbia fatto.
- Nel secondo libro della saga, nella collezione di antichità del capitano Bayle Domon, c'è una statuina che rappresenta un uomo con una spada. Da come viene descritto, molto probabilmente potrebbe trattarsi di un angreal maschile, ma nei libri successivi non ne viene data più notizia
- Piccolo pugnale intagliato nell'avorio. Questo angreal debole viene descritto alla fine del Libro XIII: Graendal l'ha ottenuto da Mesaana in cambio di informazioni, dopo che il suo anellino d'oro è rimasto distrutto a Natrin's Barrow.
- Fiore di pietra. È un angreal che viene usato diverse volte da Siuan Sanche nel corso del Libro XIV, ad esempio per guarire i feriti, dopo l'attacco Sharano al campo delle Aes Sedai.

### Lista deisa'angrealconosciuti
Hanno la medesima funzione degli angreal ma sono di una potenza enormemente superiore. Se ne conoscono solo cinque:

#### Verga di Vora
Questa Verga bianca e scanalata dell'Amyrlin Seat, veniva custodita alla Torre Bianca e amplifica saidar; non si sa di che materiale sia fatta, all'apparenza sembra di osso od avorio, è lunga quanto il braccio di una donna e viene custodita in un'apposita scatola di legno lucido; è conosciuta anche come il sa'angreal di Vora; il potere di questo sa'angreal è enorme, secondo solo a quello del Choedean Kal femminile e come viene mostrato nell'Ultima Battaglia, la sua potenza è alla pari almeno con Sakarnen, il sa'angreal maschile.
Nella saga viene adoperata una prima volta nel Libro III da Siuan Sanche, che si unisce anche in un cerchio ad altre nove Aes Sedai, per guarire Matrim Cauthon dal potere malefico del Pugnale di Shadar Logoth; la seconda volta nel Libro XII viene usata da Egwene legata in cerchio con delle Novizie, per respingere il raid dei Seanchan contro la Torre Bianca.
Nel corso del Libro XIV Egwene usa ancora molto spesso contro i nemici questo Sa'angreal, fino allo scontro finale con M'Hael e gli Ayyad Sharani. Egwene vince lo scontro eliminando il Reietto e centinaia di incanalatori nemici, ma sacrificando se' stessa, mentre la Verga di Vora rimane intrappolata al centro di un enorme ed infrangibile cristallo, che collassa assieme a tutta la collina dove è avvenuto lo scontro. In questa occasione Egwene afferma che la Verga di Vora (come Callandor) non presenta il limitatore, che di solito viene inserito in altri strumenti simili, ed è per questo motivo che può usare tutto l'enorme potere scatenato con il suo ultimo colpo.

#### Callandor
Callandor è una spada di cristallo infrangibile, custodita solitamente alla Pietra di Tear, che amplifica saidin; essa viene adoperata un paio di volte dal Drago Rinato, ma risulta difettosa o comunque predisposta diversamente rispetto ad altri sa'angreal; Callandor infatti manca del limitatore, cioè del dispositivo di controllo e salvaguardia che fa evitare di incanalare oltre il limite di sicurezza; Cadsuane nel Libro VIII ha spiegato a Rand di aver scoperto che per adoperarla in sicurezza, un incanalatore maschio si deve legare in cerchio con due incanalatrici donne e deve lasciare ad una di esse il controllo del sa'angreal.
Nel Libro IX Callandor viene data in prestito a Jahar Narishma, che legato in circolo con Merise Sedai ed Elza Sedai (che controlla i flussi) combattono contro i Reietti durante la Pulitura di Saidin.
Nel Libro XII Min Farshaw scopre che Callandor sarà necessaria per sconfiggere il Tenebroso; nel Libro XIV si scoprono due altre peculiari caratteristiche di Callandor: essa oltre che l'Unico Potere, può incanalare anche il Vero Potere (in questo caso emanando una luminescenza rossa, anziché bianca); inoltre se a controllare i flussi di Callandor è un maschio, egli può essere facilmente soppiantato da una donna incanalatrice nel suo controllo, venendo incluso contro la sua volontà in un circolo. Quest'ultima cosa capita a Moridin, che dopo aver sottratto Callandor a Rand con un sotterfugio, viene facilmente messo a sua volta sotto controllo dal cerchio composto da Nynaeve e Moiraine che poi fanno entrare in circolo Rand stesso, affidandogli il controllo dello strumento. Dopo la nuova sigillatura di Shai'tan non si sa se callandor sia rimasta intrappolata nel Pozzo del Destino, o sia stata portata in salvo assieme a Rand e Moridin.

#### Choedan Kal maschile e femminile
Questi due sa'angreal avevano una potenza enorme e devastante (è stato detto che: potrebbero spaccare il mondo a metà come un uovo), essi erano due statue gigantesche, nella forma di una donna e di un uomo, entrambi dall'aria saggia, in posizione eretta mentre reggono una sfera in una mano sollevata; una si trovava sull'isola di Tremalking, ed amplificava saidar, l'altra invece si trovava nei pressi del villaggio di Tremonsien (vicino a Cairhien) ed amplificava saidin; per utilizzarle servivano due statuine ter'angreal dette chiavi di accesso (una terza statuina, rotta, è stata trovata nel museo della Panarca a Tanchico) le quali erano in grado di attivarli, anche da notevoli distanze, persino dalla parte opposta del pianeta.
Verin Mathwin Sedai, nel secondo libro, ha spiegato che solo le incanalatrici con una potenza pari o superiore a quella di Moiraine potevano tentare di adoperarlo, le altre rischiavano di rimanerne incenerite. Il Choedan Kal femminile di Tremalking si è fuso dopo che è stato utilizzato nella pulitura di Saidin da Rand al'Thor, legato in cerchio con Nynaeve.
Durante il XII Libro Rand al'Thor usa il Choedan Kal rimanente diverse volte, finché, preso dalla disperazione e dall'ottenebramento, arriva quasi sul punto di distruggere il mondo intero con il suo enorme potere; alla fine però Rand riesce a fermarsi e distrugge invece lo stesso Choedan Kal, perché esso costituisce una tentazione irresistibile per qualsiasi uomo ed anche perché comprende che il Tenebroso non può essere sconfitto con la sola forza bruta.

#### Sakarnen, lo Scettro del Wyld
Ha la forma di uno scettro d'oro, con la sommità a forma di coppa, il suo nome è Sakarnen. Compare a partire dal Libro XIV, nelle mani di Demandred, che è diventato il Wyld degli Sharani. Viene usato da lui per portare la devastazione contro le forze della Luce, attraverso potentissimi colpi di Fuoco Malefico. Successivamente Demandred presta lo scettro ad M'Hael, per affrontare e sconfiggere Egwene, ma quest'ultima lo vince, intrappolando lui e lo scettro dentro una forma cristallizzata ed infrangibile. Mentre Demandred presta lo scettro a M'hael, gli dice di avere legato Sakarnen a se' stesso e che perciò non potrà mai usarlo contro di lui. M'Hael nota che l'uso di Sakarnen ha drenato parecchio della forza di Demandred. Successivamente Logain cerca di recuperare Sakarnen dal cristallo che lo imprigionava, ma viene distratto da Androl che lo convince a salvare alcuni profughi. Nel frattempo l'oggetto rimane sepolto da tonnellate di rocce e cristalli, nel crollo della collina stessa sulla quale si trovava.
Nel racconto "Fiume di Anime" estrapolato per scelta editoriale dal Libro XIV, Demandred deve affrontare un Jumara per conquistare il sa'angreal Sakarnen ed il titolo di Wyld degli Sharani. In questa occasione viene rivelato che lo strumento è composto da due pezzi che si devono incastrare tra di loro: l'asta e la coppa; inoltre Demandred lo chiama anche D'jedt che significa semplicemente "lo scettro". Il suo potere è così enorme e devastante, che durante la "Guerra dell'Ombra" non venne usato dalle forze della Luce, ma tenuto nascosto in un luogo segreto. Come Demandred conferma, questo è il secondo più potente sa'angreal maschile dopo il Choedan Kal ad essere stato mai creato, del quale parla Lanfear a Rand nel quarto libro.

## Ashandarei
È una lancia, la cui punta è una lunga lama nera e ricurva a sciabola, è infrangibile e non arrugginisce, venne creata con l'Unico Potere. Sul manico vi si trovano incisi due corvi ed un'iscrizione nella lingua antica:
Così il nostro trattato è stato scritto; così l'accordo stipulato. Il pensiero è la freccia del tempo; la memoria mai si affievolisce. Ciò che è stato chiesto è stato dato. Il prezzo è pagato.
Dopo che Matrim Cauthon entrò nella  soglia rossa ritorta presente nel Rhuidean, facendo una serie di richieste agli Eelfinn, questi lo esaudirono, ma alla fine lo impiccarono a questa lancia, riportandolo nel Rhuidean. Mat venne però salvato da Rand e si tenne Ashandarei quale sua arma di combattimento. Vista la scritta che si trova su di essa, questa lancia viene quasi a costituire il contratto scritto che Mat ha stabilito con gli Eelfinn.
Nel Libro XIII, quando Mat è penetrato un'altra volta nel mondo degli Eelfinn e degli Aelfinn per liberare Moiraine, si scopre che Ashandarei è il mezzo con il quale si può ritornare nel proprio mondo aprendo un passaggio interdimensionale.

## Gli alberi Chora, Avendesora e Avendoraldera
Gli alberi Chora furono dei costrutti viventi, creati con l'Unico Potere durante l'Epoca Leggendaria: chiunque riposava sotto le loro fronde, dalle caratteristiche foglie a tre punte, provava una sensazione di pace, serenità e rilassamento. Nel corso della Frattura del Mondo, alcuni arbusti degli alberi Chora furono portati in salvo nel Rhuidean dagli ultimi Aiel Da'shain.
Avendesora, che significa albero della vita nella Lingua Antica, è il nome dell'ultimo esistente albero Chora; è cresciuto nella perduta città del Rhuidean nella Desolazione Aiel. Durante la loro battaglia nella città Asmodean ed il Drago Rinato, hanno bruciato le fronde dell'albero, però Moiraine esaminandolo, ha garantito che è ancora in vita.
Avendoraldera è un arbusto tratto dal mitico albero Avendesora, che gli Aiel hanno donato a Cairhien come suggello del privilegio di commercio, infatti gli Aiel hanno garantito agli abitanti di Cairhien di commerciare attraverso il loro territorio, dopo aver scoperto che gli avi dei Cairhienesi diedero il permesso di abbeverarsi agli avi degli Aiel. Re Laman Damodred di Cairhien, abbattendo per futili motivi l'albero che si è sviluppato (la costruzione di un trono unico al mondo), provoca la reazione di ben quattro clan degli Aiel, che mettono a ferro e fuoco le Terre Bagnate per punirlo (la cosiddetta Guerra Aiel); questo evento è necessario al compimento della profezia che porta alla nascita del Drago Rinato.
Una foglia scolpita di albero Chora costituisce la chiave per poter aprire una porta delle Vie Ogier.
Nello stemma del regno di Tarabon compare un Albero della Vita. I fondatori di quel regno affermarono di essere dei discendenti del regno di Almoth, dove per molto tempo sopravvisse un albero Chora.

## Corno di Valere
Il Corno di Valere è un mitico artefatto che ha il potere di richiamare dalla tomba, a combattere in forma fantasmatica, gli eroi legati alla Ruota del Tempo, vale a dire quei personaggi che, ciclicamente, vengono reincarnati, di epoca, in epoca, per compiere grandi imprese a favore della Luce e che quando non sono in vita, riposano e trascorrono il tempo in Tel’aran’rhiod. Il corno sembra un banale corno da caccia o da guerra anche se d'oro, sul quale sono incise in argento le parole Tia mi aven Moridin isainde vadin ("la tomba non è ostacolo al mio richiamo"). Periodicamente ad Illian, nella grande piazza di Tammuz, viene proclamata la Grande Caccia al Corno, in cui numerose persone (i Cercatori del Corno) giurano di andare alla ricerca del mitico oggetto. Molte delle mitiche vicende legate alla Caccia al Corno sono diventate delle celebri ed epiche ballate o canzoni, narrate dai menestrelli da un capo all'altro del continente.
Al termine del primo libro, il Corno di Valere venne recuperato all'Occhio del Mondo dai protagonisti della saga. Trafugato all'inizio del libro successivo da Padan Fain, venne nuovamente recuperato dai protagonisti e suonato da Mat durante la battaglia di Falme, per scacciare i Seanchan invasori (in questa maniera lui diventa il Suonatore del Corno e finché resterà in vita, nessun altro avrà il potere di usarlo per risvegliare gli eroi). Successivamente il Corno è stato portato alla Torre Bianca da Verin Sedai ed è stato nascosto laggiù da Siuan Sanche, che dovrebbe essere l'unica a conoscere la sua attuale collocazione.
Nel Libro XIV l'Amyrlin Egwene incarica Faile di portare il Corno a Mat in gran segreto. Faile ed il suo convoglio vengono però sorpresi da una Bolla di Male e dirottati nella Macchia. Grazie ad alcuni stratagemmi riescono a tornare sul campo di battaglia, ma il tradimento di Aravine rischia di compromettere la consegna. Faile si fa inseguire dai nemici ed affida al piccolo Olver il compito di riportare il Corno a Mat. Olver alla fine viene catturato da un Trolloc e perciò, per la disperazione, suona il Corno, mettendo in  azione il suo potere, perché in realtà Mat è morto e risorto nel Libro V e quindi ha perso la sua influenza sull'oggetto. Olver, il nuovo Suonatore del Corno, lo utilizza quindi per l'Ultima Battaglia, sia a Merrilor che a Sahyol Ghul, dove richiama dalla morte anche gli spettri di tutti i lupi morti, affinché abbattano i segugi neri. Dopo la battaglia Birgitte convince Olver a gettare il Corno nell'Oceano.

## Cuendillar
Il cuendillar, conosciuto anche come Pietra dell'Anima, è un materiale praticamente indistruttibile ed inscalfibile, creato con l'Unico Potere nell'Epoca Leggendaria e di cui si era perso il metodo di fabbricazione; qualsiasi tipo di forza o di energia venga esercitata o scagliata su di esso, viene assorbita, rendendolo ancor più forte e resistente. Recentemente Egwene al'Vere ha scoperto come ricrearlo con Saidar: è necessaria una complessa tessitura  per trasformare oggetti di ferro in cuendillar (per la precisione un reticolo di Terra Fuoco ed Aria viene intessuto per avviluppare un oggetto di ferro, poi una seconda tessitura di Terra e Fuoco penetra il reticolo, e tocca l'oggetto che diventa bianco).
Questo talento è poco comune tra le incanalatrici poiché richiede forza in Terra (già di per sé poco comune tra le donne), infatti, sebbene la tessitura richieda un quantitativo relativamente modesto di potere, se non si è forti in Terra, agisce in maniera troppo lenta e snervante.
Oltre ad Egwene solo altre nove Aes Sedai, due Ammesse e circa due dozzine di Novizie (in un campo di oltre mille e trecento incanalatrici) sono in grado di produrlo (quindi meno del 3% in una vasta comunità di incanalatori). Una delle novizie è Bode Cauthon (la sorella di Mat), tra le sorelle Leane Sharif, Kairen Stang e Ashmanaille.
Nel corso del Libro XII Rand al'Thor dimostra che il cuendillar, fino ad allora ritenuto un materiale indistruttibile, può invece essere infranto dal Vero Potere.

## Kesiera
La kesiera è un gioiello indossato dalle donne d'alto rango del Regno di Cairhien; è costituita da una catenella di metallo prezioso con appesa una gemma, essa viene legata sul capo in maniera che la gemma penda proprio nel mezzo della fronte. Moiraine Sedai indossa una kesiera con uno zaffiro azzurro. Daigian Sedai invece una kesiera con una pietra di luna bianca.

## Hadori
L'Hadori è una stretta fascetta di cuoio intrecciato, che gli uomini Malkieri tengono attorno al capo, anche per tener ferma la lunga e folta capigliatura che cade alle loro spalle. Esso viene donato al momento del passaggio tra l'adolescenza e l'età adulta, è simbolo di mascolinità e del valore guerriero di un uomo. Pochi tra i Malkieri in esilio portano ancora l'Hadori, tra questi il loro re titolare al'Lan Mandragoran.

## Ki'sain
Il Ki'sain era una piccola macchia di colore disegnata in mezzo alla fronte da tutte le donne dello scomparso regno di Malkier ed indicava il loro stato familiare: le fanciulle nubili ne portavano una di colore blu, le donne sposate una rossa, mentre le vedove una bianca. Questa usanza è stata mantenute da alcune donne Malkieri che si sono rifugiate nelle altre Terre di Confine dopo la caduta della loro nazione.
Il Ki'sain simboleggiava anche il giuramento delle donne del Malkier a dedicare i propri figli al combattimento contro l'Ombra. Dopo il suo matrimonio con al'Lan Mandragoran, Nynaeve al'Meara porta il Ki'sain rosso.

## Mah'allenir
Mah'allenir è il nuovo grande martello forgiato da Perrin Aybara nel corso del Libro XIII della saga. L'acciaio particolare che lo compone è stato ottenuto, oltre che dal duro lavoro di Perrin, anche grazie all'intervento dell'Asha'man Fager Neald, che ha usato assieme Saidin e Saidar, legandosi in circolo con tutte e sei le Sapienti Aiel presenti nel campo. Quando lo sfiora con la mano, Perrin sente che il martello sembra essere sempre caldo, quasi vivo, inoltre quando colpisce con esso la Progenie dell'Ombra, dalla carne colpita si sprigiona del fumo, come se il suo tocco la ustionasse. Perrin in memoria di Hopper ha scelto questo nome per il martello, che nella lingua Antica significa "colui che vola" o "colui che si libra".

## Occhio del Mondo
L’Occhio del Mondo è, nella sostanza, un serbatoio che contiene una notevole quantità di Saidin purissimo, che è stato ripulito dalla contaminazione del Tenebroso. Ha la forma di un bacino circolare posto in una grotta, custodita dall'ultimo dei Nym, l'Uomo Verde. Venne creato durante la Frattura del Mondo da un gruppo di coraggiosi Aes Sedai maschi e femmine, che creandolo sacrificarono le proprie vite, in previsione della rinascita del Drago. Sul suo fondo vennero inoltre posti lo Stendardo del Drago, il Corno di Valere ed uno dei Sette sigilli-ter'angreal di cuendillar, che costituiscono i punti focali della prigione del Tenebroso. Nel corso del primo libro della saga (intitolato proprio L'occhio del mondo), l'obiettivo delle forze dell'Ombra era stato proprio quello di localizzare e poi riuscire ad attingere all'enorme potere racchiuso nell'Occhio del Mondo, per spezzare i legami che imprigionano il Tenebroso, magari anche portando nell'Ombra colui che era destinato ad usare il potere dell'Occhio. Al termine del libro, il predestinato, Rand al'Thor rifiuta inizialmente di attingere da esso e fugge, mentre al contempo il Reietto Aginor attinge così tanto potere da bruciarsi. In seguito però Rand accetta per la prima volta di incanalare consapevolmente ed usa l'enorme quantità di Saidin presente nell'Occhio, per salvare lo Shienar da un devastante ed incontenibile attacco della Progenie dell'Ombra.

## Pietre Portali
Le Pietre Portali, hanno la forma di cippi scolpiti ed usurati e che risultano praticamente inamovibili dalla loro posizione (a meno che non muti un'ampia zona del terreno sul quale sono posate); sono sparse un po' in tutti i continenti, ma anche in altre dimensioni parallele e servono per viaggiare da una pietra all'altra (o verso un'analoga pietra posta in un'altra dimensione). Esse si attivano con l'Unico Potere, caricando i simboli che si trovano scolpiti sopra di loro, e poiché operano sulla connessione spazio-temporale, se non si adoperano correttamente, il viaggio può durare mesi, anziché durare alcuni secondi; inoltre, se adoperate in modo improprio, possono dare rapide visioni su tutte le dimensioni, quindi far velocemente vivere su tutti i mondi possibili, fornendo una visione di tutti i possibili sviluppi della stessa vita (ad esempio Rand al'Thor ed i suoi accompagnatori, viaggiando da Cairhien a Capo Toman, vedono tutte le maniere di come la loro vita avrebbe potuto svilupparsi). Per adoperarle bisogna avere almeno una conoscenza minima del simbolo relativo al luogo di partenza e di quello del luogo di destinazione, altrimenti, se si opera casualmente, si rischia di venire trasportati in luoghi mortali, come un'altra dimensione o sul fondo dell'oceano. Queste pietre sono reperti di un'epoca precedente persino all'Epoca Leggendaria, durante la quale erano state studiate, ma non comprese appieno.

## Pugnale di Shadar Logoth
È un pugnale dalla lama lunga e ricurva, con una guaina d'oro lavorata con strani simboli. L'elsa è intrecciata da fili d'oro e sul pomello, alla sua estremità, si trova incastonato un rubino, grosso quanto un pollice; la guardia dell'elsa ha la forma di due serpenti dalle scaglie d'oro e dalle fauci aperte.
Nel primo libro i tre ragazzi protagonisti, si trovano nella città fantasma e maledetta di Shadar Logoth, dove vengono attirati in un sotterraneo da Mordeth, uno degli spiriti malefici della città. Alla fine Matrim Cauthon fugge assieme agli altri, ma porta con sé, di nascosto, proprio il pugnale. Nell'oggetto è racchiuso il male della città, che così inizia a manifestarsi sulla personalità di Mat, il quale viene guarito da questa influenza malefica da Moiraine, ma solo parzialmente e temporaneamente.
All'inizio del libro successivo il pugnale viene rubato, assieme al Corno di Valere, da Padan Fain, che comincia a fondersi con Mordeth, lo spirito malefico legato all'arma. Recuperato dai protagonisti alla fine dello stesso libro, il pugnale verrà portato a Tar Valon, dove Mat verrà finalmente liberato dalla sua influenza nefasta. Nei libri successivi Padan Fain tornerà a riprenderselo definitivamente, intrufolandosi nella Torre Bianca, dove era tenuto in custodia nei sotterranei. Il pugnale ha poteri malefici ancora imprecisati, comunque basta un graffio della sua lama per uccidere rapidamente una persona.

## Radice biforcuta
La radice di questa pianta, dal fittone che si divide in due (molto simile in questo ad una mandragora) ha delle proprietà particolari: usata da bere in infuso, narcotizza ed impedisce di toccare l'Unico Potere agli incanalatori, sia maschi che femmine. L'incanalatore a cui viene data da bere, rapidamente sente il proprio corpo intorpidirsi, perdendo la presa sull'Unico Potere; in certi casi addirittura sviene, soprattutto se la dose è piuttosto forte. Dopo che l'effetto è svanito (la durata, anche in questo caso, dipende dalla dose), il soggetto riprende progressivamente controllo del proprio corpo e prova terribili crampi allo stomaco. È stato mostrato che bastano comunque pochissime quantità per avere un effetto piuttosto pesante. Questa radice invece ha mostrato di non avere alcun effetto notevole sulle persone normali.
L'effetto della radice biforcuta viene rivelato per la prima volta nel Libro V, quando Ronde Macura, un'agente dell'Ajah Gialla, l'adopera per cercare di catturare con l'inganno Nynaeve ed Elayne, che però riescono a fuggire. Dopo il trattamento che Elaida le ha riservato per il suo fallimento, Ronde Macura rivela le proprietà della pianta ai Seanchan, che iniziano ad utilizzarla su grande scala, raccogliendo le piante e facendole seccare in appositi magazzini e addirittura progettando delle piantagioni. Nel Libro XI Perrin si procura con l'inganno, presso un magazzino Seanchan, grandi quantità di radice biforcuta, per mettere fuori combattimento le Sapienti Shaido nel corso della Battaglia di Malden. Sempre nel Libro XI viene rivelato che un blando infuso di questa radice, attentamente dosato e dato ripetutamente ad Egwene nel corso della giornata, le permette di incanalare appena un refolo di potere.

## Scatola della Stasi
Come dice la parola le Scatole della Stasi sono contenitori, provenienti dall'Epoca Leggendaria e capaci di preservare completamente gli oggetti in una situazione statica, nel senso che il passare del tempo non li tocca assolutamente. I Reietti ne hanno ritrovate alcune, ma negano di averlo fatto, per non rivelare gli eventuali vantaggi che potrebbero averne ricavato. Possono contenere una gran quantità di oggetti.

## Soglie di Pietra Rossa
Le soglie di pietra rossa sono molto simili a dei ter'angreal, esse sono portali di pietra, di colore rosso cupo (come certi tipi di porfido) e che servono per visitare la dimensione degli Aelfinn e degli Eelfinn. Sopra di esse sono scolpiti dei simboli, sono vagamente rettangolari, i quattro elementi che le compongono assumono particolari angolazioni a seconda da dove le si osservi ed inoltre hanno una strana forma ritorta; hanno inoltre una posizione eretta, ma sembrano sempre sul punto di cadere; se gli si gira attorno sembrano solo una strana scultura e all'apparenza, se si guarda attraverso una delle soglie, si vede solo ciò che si trova normalmente alle loro spalle, anziché il mondo parallelo a cui portano in realtà.
Ne esistevano due, la prima si trova tuttora nella Pietra di Tear e serve per entrare nel mondo degli Aelfinn (che forniscono sempre tre risposte veritiere, anche se spesso sibilline), un tempo era posseduta dai Primi di Mayene, che la cedettero poi agli Alti Signori Tarenesi; in questa soglia si può passare una sola volta nel corso della vita e se si riprova ad entrarci, ci si trova di fronte ad un muro invisibile ed invalicabile (tra i personaggi che vi sono entrati, possiamo ricordare Rand al'Thor, Moiraine Damodred e Matrim Cauthon).
La seconda soglia si trovava nel Rhuidean e serviva per entrare nel mondo degli Eelfinn, vi entrò Matrim Cauthon, il quale a gran prezzo ottenne dei doni molto particolari; successivamente essa venne trasportata a Cairhien, dove è rimasta distrutta durante lo scontro tra Moiraine e Lanfear, che vi sono passate attraverso combattendo tra di loro con l'Unico Potere.
Nelle vicende narrate nel Libro XIII si viene a scoprire che è rimasta distrutta anche la prima soglia, che portava a Tear.

## Spade con il Marchio dell'Airone
Le Spade con il Marchio dell'Airone sono delle armi forgiate nell'Epoca Leggendaria con degli acciai speciali e che perciò non arrugginiscono mai né perdono il filo della lama. Hanno questo nome perché vi sono marchiate sopra delle figure di aironi. Esse sono detenute solo dai maestri spadaccini.

## Streith
Lo streith è un tessuto molto particolare, proveniente direttamente dall'Epoca Leggendaria. Esso è quasi trasparente ed ha la caratteristica di cambiare continuamente colore, a seconda dell'umore di chi lo indossa. Graendal ha trovato un vestito fatto con questo materiale in una Scatola della Stasi, ed è l'unico personaggio che lo indossa. Lo streith teoricamente rivela molto sulla persona che lo sta indossando, ma poiché la persona in questione è Graendal, maestra della psicologia umana, si può supporre che lei lo usi a suo piacimento, per trarre in inganno i suoi colleghi Reietti, dei quali non si fida affatto.

## Trappola mentale
La trappola mentale o cour'souvra è un piccolo, delicato cristallo trasparente, ingabbiato come un pendente da un filo di metallo. Quando esso viene in contatto con il sangue e la saliva di un incanalatore e viene attivato dal Tenebroso nel Pozzo del Destino a Shayol Ghul, esso diventa rosso e permette a chi lo detiene, di costringere all'obbedienza assoluta la sfortunata persona alla quale appartengono il sangue e la saliva. Infatti se la delicata cour'souvra si rompesse, la persona diventerebbe come una marionetta nelle mani del portatore, un corpo dentro il quale la coscienza della persona resta intrappolata, ma sul quale ormai non ha più alcuna volontà.
Le due Reiette Moghedien e Cyndane sono state entrambe sottoposte ad una cour'souvra, detenute tutte e due da Moridin, che di conseguenza ha le due donne in suo completo controllo.

## Ter'angreal
I ter'angreal sono strumenti legati all'uso dell'Unico Potere: essi sono rarissimi perché quasi tutti sono stati creati nell'Epoca Leggendaria, infatti nelle epoche successive, praticamente quasi più nessuno ha avuto il talento necessario per saperli produrre (l'eccezione più rilevante è rappresentata dalle damane seanchan, che sono in grado di riprodurre gli a'dam). Essi possono essere fabbricati nei più svariati materiali, in genere molti sembrano fatti di metallo o pietra, alcuni in materiali rari e più o meno sconosciuti, uno di questi è il cuendillar, o "pietra dell'anima", un materiale indistruttibile dell'Epoca Leggendaria e del quale si è ignorato il segreto di fabbricazione per oltre tremila anni.
La maggiore collezione di questi preziosi strumenti è custodita nei sotterranei della Torre Bianca, una collezione in costante crescita, poiché le Aes Sedai rivendicano il possesso e l'uso di qualsiasi oggetto di questo tipo, che venga ritrovato od inventato. Un'altra notevole collezione, la cui esistenza era nota, si trova custodita nella Pietra di Tear e viene chiamata La Grande Proprietà, però i Sommi Signori Tairenesi si limitano a tenerla conservata nella loro grande fortezza, visto il loro atteggiamento di ripulsa nei confronti delle Aes Sedai e dell'Unico Potere. Inoltre alcuni altri oggetti di questo tipo erano in mostra nel Museo della Panarca di Tanchico, sebbene non se ne conoscesse la funzione.
Esistono però due altre notevolissime collezioni, la cui esistenza risultava sconosciuta alle Aes Sedai odierne. La prima era quella affidata dalle antiche Aes Sedai, agli Aiel Jenn, al tempo della Frattura del Mondo. I Jenn l'hanno trasportata per moltissimi anni sui loro carri, percorrendo migliaia di chilometri, così da non far cadere questi oggetti nelle mani degli incanalatori maschi impazziti. Infine hanno portato tutta la collezione nel Rhuidean dove, dopo quasi tremila anni, il Drago Rinato e Moiraine Sedai l'hanno ritrovata. La seconda collezione è quella raccolta e pazientemente nascosta per circa duemila anni dalle Donne della Famiglia in un deposito nei pressi di Ebou Dar.
I ter'angreal sono strumenti dalle funzioni molto varie, infatti ciascuno di essi è stato creato per assolvere ad un determinato e specifico compito. Non tutti i ter'angreal, per essere inizialmente attivati, necessitano dell'intervento di un incanalatore dell'Unico Potere, anche se adoperano questa stessa energia per funzionare (quindi alcuni ter'angreal possono essere adoperati anche dai non incanalatori, seguendo precise procedure).

### Sette sigilli dicuendillar
Questi sette dischi di cuendillar, marchiati con il simbolo bianco e nero, che un tempo contraddistingueva gli antichi Aes Sedai, sono dei punti focali utilizzati da Lews Therin Telamon e dai suoi Cento Compagni per sigillare il Foro del Tenebroso dentro Shayol Ghul. Nonostante siano fatti di un materiale apparentemente infrangibile, uno alla volta hanno cominciato a rompersi, mentre Shai'tan progressivamente ha fatto percepire il suo tocco sul mondo, alterando il clima in modo drammatico e con devastanti Bolle di Male. Uno alla volta essi sono stati recuperati dal Drago Rinato e dai suoi alleati. Nel corso del Libro XIII il Drago Rinato ha mostrato l'intenzione di voler rompere gli ultimi tre sigilli, ormai compromessi, per poi poter procedere a sigillare nuovamente il Foro.
1. Il primo sigillo viene trovato rotto da Moiraine sul fondo dell'Occhio del Mondo nel corso del Libro I ed in seguito i suoi pezzi, all'inizio del Libro II, vengono mostrati all'Amyrlin Siuan Sanche a Fal Dara, che li prende in custodia
2. Durante il Libro II si scopre che il capitano Bayle Domon, collezionista di oggetti antichi, ha comprato uno dei sigilli a Maradon, ma gli viene sequestrato a Falme da Turak, Alto Signore dei Seanchan
3. Sempre durante il Libro II si scopre che l'Alto Signore Turak possedeva già uno dei sigilli, custodito nella propria collezione personale di oggetti in cuendillar, che ha portato con sé a Falme. Moiraine perciò recupera entrambi dai suoi possessi, ma ormai li trova tutti e due rotti. Quindi li invia a Siuan, attraverso Min o Verin. Infatti dopo un certo periodo di tempo troviamo Elaida, diventata nel frattempo Amyrlin al posto di Siuan, che osserva contrariata i sigilli rotti
4. Il quarto sigillo viene ritrovato intatto da Moiraine nella Grande Proprietà di Tear. Ciò viene descritto all'inizio del IV Libro
5. Il quinto sigillo viene ritrovato intatto da Moiraine nel Rhuidean; quest'ultimo ed il precedente vengono trasportati attentamente imballati e quindi lasciati in custodia da Moiraine a Rand mentre si trovano a Cairhien. Ciò viene descritto durante il V Libro
6. Nynaeve trova il sesto nel Museo della Panarca a Tanchico, ma nonostante tutte le sue cure, il sigillo si rompe nel suo viaggio verso Salidar. Nynaeve consegna i pezzi infranti alle sei leader delle Aes Sedai ribelli. Ciò viene descritto nel corso del IV e del V Libro
7. Il settimo sigillo, viene consegnato ancora intatto da Mazrim Taim a Rand, come prova della sua buona fede. Ciò viene descritto all'inizio del VI Libro

Nel prologo del Libro X Davram Bashere e Lord Dobraine subiscono degli attentati da parte di persone che frugano tra le loro cose, forse in cerca di uno dei sigilli. Nel Libro XIV Rand cerca di convincere Egwene che i rimanenti sigilli dovranno essere spezzati, per permettergli di compiere la sua missione, ma Egwene si oppone, finché non giunge Moiraine a convincerla, almeno in parte. I sigilli però vengono rubati da qualche servitore di Mazrim Taim prima dell'Ultima Battaglia. Nel corso della battaglia stessa a Merrilor, Androl però riesce a recuperarli e li consegna a Logain Ablar, che li spezza nel momento indicato.

### a'dam
- Un a'dam, è un ter'angreal inventato nel continente di Seanchan, fatto interamente d'argento, ha la forma di un collare con un guinzaglio, alla cui estremità si trova un bracciale da agganciare al polso; serve per schiavizzare completamente un'incanalatrice, perché una volta che le è stato messo il collare, viene costretta a formare un cerchio involontario con chi detiene il bracciale; ciò la rende completamente succube di un'altra incanalatrice, che indossa il bracciale all'altro capo del guinzaglio (e quest'ultima può anche non avere ancora sviluppato la sua capacità di incanalare, come è nel caso delle Sul'dam seanchan). Chi domina l'a'dam controlla la dominata infliggendole continuamente ogni tipo di dolore e tortura, tanto che a lungo andare la dominata subisce un vero e proprio lavaggio del cervello, perdendo completamente la propria personalità e diventando un docile strumento di chi la controlla. Tra i vari ter'angreal questo è, con ogni probabilità, tra quelli relativamente più facili da produrre e le damane seanchan, che hanno il raro talento necessario, li fabbricano da secoli. Elayne ne ha prodotto un esemplare che non necessita di guinzaglio, ma funziona semplicemente con il collare ed il bracciale.

- Esiste inoltre una sorta di a'dam maschile (che Semirhage chiama Fascia di dominazione), adatto cioè per controllare gli incanalatori maschi, che viene anche detto "Braccialetti della tristezza" perché quando viene toccato da Nynaeve le trasmette questa sensazione; era custodito nel museo della Panarca di Tanchico ed è fatto di un materiale nero e durissimo come cuendillar, questo prototipo risale alla Frattura del Mondo, quando venne ideato per cercare di controllare gli incanalatori impazziti; è formato da un collare legato a due bracciali, quindi all'incanalatore maschio si possono legare due incanalatrici; a lungo andare però, l'effetto del controllo si può invertire e può essere così che l'incanalatore riesca alla fine a prendere il comando all'interno del cerchio involontario; quest'unico prototipo, anziché essere gettato in fondo all'oceano da Egeanin, com'era nei piani di Nynaeve ed Elayne, è stato recuperato da Suroth, che l'ha consegnato a Semirhage che a sua volta ne ha create diverse copie, con l'intenzione di catturare il Drago Rinato ed altri Asha'man.

### Ter'angrealper entrare nelMondo dei Sogni (Tel'aran'rhiod)
Esistono diversi tipi di questi ter'angreal, Mesaana nel Libro XII li ha definiti come Intessisogni.
- Con il primo tipo di questi ter'angreal non è necessario incanalare, basta indossarlo a contatto con la pelle ed addormentarsi (quindi può essere utilizzato anche dai non incanalatori). L'unico inizialmente conosciuto è un Anello apparentemente di pietra, con tre lati ritorti su sé stessi e colorati uno di rosso, uno di blu e uno di marrone. Esso venne studiato da Corianin Nedeal, l'ultima Aes Sedai sognatrice, che lasciò delle note, ma distrusse ogni prova della sua esistenza. In segreto è stato dato da Verin ad Egwene al'Vere, ma senza darle le note di Corianin. Egwene l'ha tenuto a lungo in possesso e poi l'ha ceduto ad Elayne e Nynaeve, che infine lo hanno consegnato ai capi delle Aes Sedai ribelli di Salidar. Elayne ne ha prodotte molte copie, anche se non tutte sono perfettamente funzionanti e perciò necessitano di incanalare spirito. Quello originale e molte altre copie sono stati rubati da Sheriam e consegnati a Mesaana.
- Con il secondo tipo di questi ter'angreal è necessario incanalare dentro di essi spirito; con l'utilizzo di questo tipo inoltre si appare in Tel'aran'rhiod con una figura evanescente ed incapaci di incanalare altre grandi quantità di Unico Potere; nell'Epoca Leggendaria questo tipo di ter'angreal veniva usato per istruire gli inesperti sul Mondo dei Sogni. Elayne aveva prodotto molte copie di quelli che aveva potuto studiare, che però nel Libro XII sono stati rubati in larga parte da Sheriam e consegnati a Mesaana. Perciò Egwene nel Libro XIII ha chiesto ad Elayne di produrre nuove copie, partendo da quelli recuperati più di recente all'Ajah Nera ad Ebou Dar e Caemlyn.
  - Placca d'ambra trasparente, della misura di una mano. Incanalandoci Spirito serve per entrare in Tel'Aran'Rhiod. All'apparenza questo oggetto sembrerebbe essere fatto d'ambra, ma in realtà viene descritto così duro, che potrebbe rigare l'acciaio. Dentro l'ambra si può vedere la figura di una donna che dorme. È uno dei ter'angreal rubati dal gruppo di Liandrin; esso è stato recuperato nella Pietra di Tear dalle due Nere Joya ed Amico; portato quindi fino a Salidar, in seguito Elayne ne ha fatto delle copie.
  - Disco di ferro con spirali incise su entrambi i lati. Incanalandoci Spirito serve per entrare in Tel'Aran'Rhiod. È uno dei ter'angreal rubati da Liandrin e dalle sue compagne; è stato recuperato nella Pietra di Tear dalle due Nere Joya ed Amico; portato quindi fino a Salidar dove Elayne ha riprodotto diverse copie
  - Anello d'argento lavorato con spirali intrecciate. Incanalandoci Spirito serve per entrare in Tel'Aran'Rhiod. È uno dei ter'angreal rubati dal gruppo di Liandrin; è stato recuperato ad Ebou Dar dopo la cattura della Nera Ispan; Elayne lo ha tenuto con sé e probabilmente lo ha usato per farne delle copie da dare ad Egwene in sostituzione di quelle rubate da Sheriam
  - Braccialetto di vetro attorcigliato. È uno dei ter'angreal rubati da Liandrin e dalle sue compagne. Serve per entrare in Tel'Aran'Rhiod incanalandoci Spirito. Usato dalla Nera Temaile per spiare nel palazzo reale di Caemlyn, è stato recuperato di recente da Elayne proprio a Caemlyn, dopo la cattura di questa e di altre Nere. Elayne lo ha tenuto con sé e probabilmente lo ha usato per farne delle copie da dare ad Egwene in sostituzione di quelle rubate da Sheriam

Altri Ter'angreal le cui funzioni sono sempre legate a Tel'Aran'Rhiod
- Figurina d'alabastro, nella forma di una donna nuda, alta circa una mano e dall'uso sconosciuto. È uno dei ter'angreal rubati da Liandrin e da altre sorelle Nere alla Torre. Poiché venne studiato da Corianin Nedeal, l'ultima Aes Sedai sognatrice, quasi certamente dovrebbe avere a che fare con Tel'Aran'Rhiod
- Verga di cristallo trasparente, lunga un piede e dal diametro di un dito, il suo uso è sconosciuto. È uno dei ter'angreal rubati dall'Ajah Nera. Poiché venne studiato da Corianin Nedeal, l'ultima Aes Sedai sognatrice, quasi certamente dovrebbe avere a che fare con Tel'Aran'Rhiod
- Piccolo riccio che sembra intagliato nel legno. Questo tipo di ter'angreal è stato rubato da Liandrin e dalle sue compagne. Quando una donna incanala dentro di esso dorme per mezza giornata un sonno senza sogni. Può servire per intrappolare qualcuno in Tel'Aran'Rhiod, causandone la morte. È stato distrutto nel Terzo Libro da Perrin Aybara salvando Faile, rimasta imprigionata nel Mondo dei Sogni al posto di Moiraine

### Verga nera scanalata
Questa verga che sembra fatta di pietra, serve a produrre il fuoco malefico. È uno dei ter'angreal rubati da Liandrin e dalle sue compagne; è stato in seguito recuperato da Elayne a Caemlyn.

### Bacchetta per stordire o uccidere
È uno strumento per colpire qualcuno da lontano, senza far rilevare alcun uso del Potere. La vittima può essere colpita nel bel mezzo di una folla, e la forza che lo colpisce varia e può causargli dal semplice stordimento alla morte. Questa bacchetta è stata recuperata dalla sorella dell'Ajah Nera Asne Zeramene, tra gli effetti personali lasciati da Moghedien in Amadicia. In seguito Asne l'ha usata per stordire Elayne e le sue alleate a Caemlyn, nel covo di Via della Luna Piena. Dopo la morte di Asne e la cattura delle sue sorelle nere, dovrebbe essere stata recuperata proprio da Elayne.

### Sei dadi
È un set di sei dadi intagliati, connessi agli angoli. Il suo esatto uso è sconosciuto ma incanalandoci altera le probabilità, un po' come un effetto ta'veren. È uno dei ter'angreal rubati da Liandrin e dalle sue compagne, ma di cui si sono perse completamente le tracce.

### Ter'angrealdel Rhuidean
Nella piazza principale della perduta città del Rhuidean, sono stati depositati dagli Aiel Jenn, numerosissimi ter'angreal; la maggior parte di questi sono stati in seguito imballati da Moiraine e trasportati fino a Cairhien, quindi lasciati in custodia del Drago Rinato; la maggior parte di quelli rimasti nel Rhuidean, sono stati sistemati altrove dagli Aiel, tanto che nel Libro XIII, Aviendha trova che nella piazza sono rimasti solo i Tre Cerchi e le Colonne di Vetro. Sempre nello stesso libro, l'Amyrlin Egwene, nel suo accordo con le Sapienti Aiel, ha garantito loro che la Torre Bianca non rivendicherà questi ultimi oggetti rimasti nel Rhuidean.
- Chiavi di accesso, sono delle statuine ter'angreal, per controllare i due grandi Sa'angreal detti Choedan Kal, difatti hanno la forma in miniatura di quelle enormi statue; per ora se ne conoscono una maschile e due femminili (la seconda, già rotta, si trovava nel museo della Panarca a Tanchico); la prima chiave femminile si è poi rotta alla fine della pulitura di Saidin, mentre per ciò che riguarda quella maschile, Rand ha distrutto il Choedan Kal stesso

- Tre Cerchi metallici legati tra di loro; questo è un ter'angreal che viene utilizzato per testare le apprendiste delle Sapienti Aiel e non importa da quale dei cerchi si entri; in questo ter'angreal vengono mostrati a chi vi entra, tutti i possibili futuri, scaturiti in base alle proprie scelte; la maggior parte delle memorie riguardanti queste visioni si affievoliscono nel corso della vita, finché non si presentano i momenti salienti in cui la scelta si ripresenta alla memoria e la donna deve scegliere quale futuro fare avverare

- Colonne di vetro del Rhuidean. Presso di esse si recano sia i Capoclan per essere testati (se superano il passaggio vengono marchiati su un braccio con il simbolo del Drago) che le Sapienti come seconda prova conclusiva del loro status. All'apparenza conservano la memoria del popolo Aiel: passandoci attraverso, infatti, si hanno delle visioni che permettono di rivivere le vite di tutti i propri antenati e così di conoscere la vera storia degli Aiel. Quando Rand al'Thor vi passa attraverso nel corso del Libro IV, le Colonne gli mostrano, attraverso le vite dei propri antenati, anche visioni sull'Epoca Leggendaria; inoltre egli viene marchiato con il simbolo del Drago su entrambi gli avambracci, come segno che lui è il capo dei capi, il cosiddetto Car'a'carn. Nel corso del Libro XIII Aviendha, dopo essere passata attraverso le colonne una prima volta (come tutte quelle che diventano Sapienti), con un suo tocco sembra avere invertito la funzione delle Colonne di Vetro ottenendo, in un secondo passaggio, delle inquietanti visioni sul futuro, attraverso le vite delle sue discendenti. Nel Libro XIV Bair ed altre Sapienti ripassano dalle colonne confermando le cupe visioni sul futuro viste da Aviendha

### Scatola di chiamata
Questo ter'angreal ha la forma di un cubo che all'apparenza sembra fatto di pietra grigia, ma è molto più duro della roccia, con delle strane incisioni sulle sue superfici, che si intersecano e intrecciano in altre simili, ma sempre più piccole. Nel Prologo del Libro VI viene spiegato che questo ter'angreal venne dato a Sevanna da Sammael, mentre era travestito da Caddar, un mercante di oggetti rari. Lei doveva usarlo per chiamarlo nel momento in cui fosse riuscita a catturare il Drago Rinato, da cui il nome dato a questo oggetto (call box in inglese). Nel Libro VII, dopo la sconfitta ai Pozzi di Dumai, Sevanna lo fa attivare da Someryn, che vi incanala un piccolo flusso di Fuoco che tocca due punti segnati da una mezza luna e da un fulmine. Anche se viene attivato con uno solo dei poteri, come Fuoco, una volta avviato questo oggetto usa anche Acqua, Terra ed Aria ed inoltre comincia ad attingere sia a saidin che a saidar. Data la complessità dell'oggetto, esso probabilmente aveva molte più funzioni che la semplice comunicazione o chiamata a distanza.

### Ter'angrealprovenienti dal deposito di Ebou Dar
Nel deposito della Famiglia di Ebou Dar sono stati rinvenuti moltissimi oggetti legati all'Unico Potere, una parte sono stati analizzati e descritti da Elayne, molti altri sono stati spiegati da Aviendha con il suo particolare Talento, altri sono stati descritti in modo molto generico; infine una parte è stata rubata da Amici delle Tenebre.
- Coppa o bacile dei venti (tradotto scorrettamente come scodella). Questo potentissimo ter'angreal adopera all'unisono sia saidin che saidar, ma può essere azionato inizialmente solo da uno dei due poteri; esso nell'Epoca Leggendaria serviva per influenzare positivamente il clima di una regione; in realtà se viene usato al massimo della potenza (ad esempio come nel Libro VIII quando viene usato con un circolo di 13 incanalatrici molto forti, dotate per di più anche di alcuni notevoli angreal) questo bacile dei venti può persino mutare il clima dell'intero pianeta. Esso venne recuperato nel deposito segreto della Famiglia di Ebou Dar da parte di Elayne e Nynaeve; viene in seguito utilizzato per rimediare al clima impazzito a causa del tocco di Shai'tan; successivamente, secondo dei precisi accordi, le due Aes Sedai lo hanno lasciato in custodia delle Cercavento del Popolo del Mare, per ricambiarle dell'aiuto prestato

- Rompicapo di vetro. Questo ter'angreal è stato recuperato nel deposito segreto di Ebou Dar da Elayne e Nynaeve; quando Elayne ha cercato di capire come funzionava, ha dapprima provato le vertigini e poi non è più riuscita ad addormentarsi per diverso tempo

- Set di sfere di metallo legate tra loro, che producono toni musicali con il movimento, se ne ignorano ulteriori usi, anche questo set è stato recuperato nel magazzino di Ebou Dar da Elayne e Nynaeve

- Elmetto che sembra fatto di soffici piume metalliche. Recuperato nel magazzino di Ebou Dar da Elayne e Nynaeve, quando Elayne prova a incanalarci Fuoco tutti quelli attorno a lei provano un mal di testa accecante

- Una sottile fiala di cristallo con un denso liquido rosso cupo: è un ter'angreal dall'uso sconosciuto. Recuperata nel magazzino di Ebou Dar da Elayne e Nynaeve, ora si trova in custodia di Elayne

- Verga rossa è un ter'angreal dentro cui Elayne ha sperimentato di incanalare Fuoco, il primo effetto ha creato delle visioni ed illusioni, ma se non si sta bene attenti, esso può porre in uno stato di alterazione di coscienza, dando vita nella mente alle fantasie ed ai sogni; infatti Elayne ha perso coscienza e memoria di cosa ha combinato nelle ore successive all'utilizzo della Verga, ma deve essere stato qualcosa di molto imbarazzante, perché tutte quelle attorno a lei non hanno voluto rivelarglielo, sorridendo poi alle sue spalle

#### Ter'angrealspiegati da Aviendha
Nel Libro XI Aviendha mostra per la prima volta il talento di saper comprendere la funzione di ter'angreal fino a quel momento sconosciuti, semplicemente toccandoli; applica questa sua abilità svelando la funzione di numerosi oggetti recuperata in larga parte nel magazzino di Ebou Dar da Elayne e Nynaeve e poi rimasti in custodia di Elayne, in una sua stanza nel palazzo reale di Caemlyn:
- Una verga ritorta nera, ottusa ed informe: è un ter'angreal che permette di tagliare gli oggetti più duri (pietra o metalli), purché non troppo spessi
- Una pietra blu intagliata come una radice: è un ter'angreal che serve per far crescere dei fori, per funzionare bisogna cantarci dentro il giusto canto

- Statuina di cristallo nella figura di un uomo con una mano alzata, come per segnalare un alt: è un ter'angreal che allontana i parassiti

- Statuina bronzea di un uomo barbuto che regge un libro: è un ter'angreal che contiene migliaia e migliaia di libri, praticamente una biblioteca risalente all'Epoca Leggendaria; quando si incanalano sottili flussi di Fuoco e Terra in un preciso punto della statua, le parole Ansoen e Imsoen (Vero o Falso, o meglio Finzione e Non-Finzione) appaiono sopra di essa (l'autore della saga, Robert Jordan, aveva confermato in un'intervista che la descrizione della statuetta è la rappresentazione di sé stesso)

- Scatola d'avorio con strisce rosse e verdi: è un ter'angreal che suona come un carillon, contiene migliaia di suoni e melodie diverse

- Scodella bianca e piuttosto piatta, larga un passo: è un ter'angreal che serve per vedere cose lontane dentro di esso

- Un paio di cappelli metallici troppo sottili per essere elmetti ed ornati con strani disegni angolari, sembrano molto più leggeri di quel che sono in realtà; nell'Epoca Leggendaria servivano per dirigere un qualche macchinario

- Alto vaso con tracciati sulla sua superficie degli intrecci blu e verdi: è un ter'angreal che condensa dentro di sé l'acqua, traendola direttamente dall'aria, può essere molto utile in luoghi aridi come la Desolazione Aiel

- Daga spuntata/Pugnale. Ha la capacità di nascondere il suo possessore al male, cioè di non farlo percepire a tutta la Progenie dell'Ombra e persino al Tenebroso. Essa viene data da Elayne a Rand che nel Libro XIV la utilizzerà per giungere a Shayol Ghul senza farsi percepire dai nemici

- Verga nera flessibile, così flessibile da poter essere attorcigliata su sé stessa, serve a causare dolore, il grado di dolore viene deciso da chi la usa

- Aviendha ha spiegato inoltre che cinque paia di orecchini, sei anelli e tre bracciali servono per far comunicare tra di loro le persone che li indossano, anche da molta distanza

- Anche le statuine di un uccellino, bianca e nera e quella blu di una donna vestita stranamente sono dei ter'angreal che permettono di far comunicare tra di loro delle persone distanti

#### Altriter'angrealprovenienti da Ebou Dar e solo vagamente descritti
Recuperati nel magazzino di Ebou Dar da Elayne e Nynaeve, ora si trovano in custodia di Elayne a Caemlyn.
- Una notevole varietà di anelli, orecchini, bracciali, collane, fibbie e fermagli, dagli strani disegni: alcuni potrebbero essere degli altri ter'angreal protettivi

- Una mezza dozzina di medaglioni di bronzo o acciaio: sono ter'angreal dall'uso sconosciuto

- Una notevole quantità di pugnali e coltelli: sono ter'angreal dall'uso sconosciuto

- Una notevole quantità di statuine o figurine nella forma di uccelli, animali o persone: sono ter'angreal dall'uso sconosciuto

### Medaglione a forma di testa di volpe di Mat
Questo medaglione a forma di testa di volpe è d'argento e l'occhio della volpe ha la forma del disco dell'antico simbolo Aes Sedai, mezzo nero e mezzo bianco divisi da una linea sinuosa; esso venne donato dagli Eelfinn a Matrim Cauthon e serve a proteggere chi lo indossa dal tocco dell'Unico Potere, infatti le tessiture di Saidin e Saidar si sbrogliano al contatto di chi sta indossando o anche solo toccando con la pelle il medaglione. Proviene dal mondo dei Finn. Come detto deve sempre stare a contatto con la pelle per funzionare correttamente e diventa gelido quando qualcuno sta incanalando nelle vicinanze, al contrario diventa incandescente a contatto con il Gholam.
Nel Libro XIII Elayne riesce a riprodurne diverse copie, che però risultano imperfette: infatti al contrario dell'originale, queste copie impediscono agli incanalatori che le indossano (o toccano) di accedere all'Unico Potere, inoltre la protezione può essere superata da un incanalatore molto forte; un paio di copie sono state usate per sconfiggere il Gholam, una è stata rubata da Doilin Mellar; Elayne ha capito che non è la forma data al medaglione ad essere una caratteristica peculiare, perciò ha creato due copie a forma di rosa che ora sono in possesso suo e di Birgitte; in totale si sa che Elayne ha creato almeno cinque copie: una rubata da Mellar, due usate poco tempo dopo da Mat contro il Gholam e poi ancora due a forma di rosa. Una delle copie di Mat viene data a Galad nell'Ultima Battaglia per abbattere gli incanalatori nemici. Sempre nell'Ultima Battaglia Mellar usa la copia che ha rubato per sopraffare Elayne.

### Ornamenti per capelli di Cadsuane
Questo set appartiene a Cadsuane Sedai, che lo ottenne poco tempo dopo aver conquistato lo scialle. Esso gli venne dato da una selvatica sdentata delle Colline Nere, di nome Norla, che la mise duramente alla prova prima di concederle ciascun pezzo. I pezzi sono dei pendenti d'oro di varie forme, attaccati con delle catenelle a degli spilloni da infilare tra i capelli. Semirhage ha definito questo set come un paralis-net. Oltre ai ter'angreal sotto elencati, di questo set fa anche parte un angreal a forma di averla d'oro.
- Stella a otto punte. Questo ter'angreal vibra quando nei pressi si trova un uomo capace di incanalare Saidin, e vibra ancor più forte se l'uomo sta già incanalando. Inoltre sembra essere anche in grado di indicare in quale direzione si trovi l'uomo

- Mezzelune d'oro. intrecciate tra di loro. Questo ter'angreal diventa freddo quando nei pressi una donna sta incanalando Saidar, fa parte del set di Cadsuane. Può essere utile per capire se una donna sta incanalando mascherando i flussi. Inoltre, dato il suo comportamento e visto che nel libro undicesimo Setalle Anan, osservando il medaglione di Mat (vedi sopra la descrizione di quest'ultimo), afferma che Cadsuane possiede un ter'angreal con la stessa funzione, probabilmente è proprio questo che può servire a proteggere chi lo indossa dai flussi diretti dell'Unico Potere. (Del set di ornamenti fa parte un'altra mezzaluna d'oro, di cui Cadsuane non conosce ancora l'utilizzo, è stato ipotizzato che possa servire a proteggerla dall'influenza di un Ta'veren, visto che nei libri non ha mai mostrato di essere minimamente influenzata dal Drago Rinato).

- Colibrì d'oro. Questo ter'angreal è un piccolo serbatoio portatile di Saidar (il termine well è stato scorrettamente tradotto però alla lettera come "pozzo"), fa parte del set di Cadsuane. È utile per poter incanalare nei luoghi schermati dall'Unico Potere, come gli Stedding Ogier o Far Madding

- Rondine d'oro. Questo ter'angreal intercetta la direzione di qualcuno che sta incanalando, ma non indica se maschio o femmina, fa parte del set per acconciare i capelli di Cadsuane

- Pesce d'oro. Si suppone che uno dei tre pesci d'oro che fanno parte degli ornamenti per capelli di Cadsuane Melaidhrin sia un ter'angreal capace di intralciare le tessiture che operano nelle immediate vicinanze, ad esempio interferire con quelle di illusione, come l'Aes Sedai mostra nel libro undicesimo (visto che degli altri suoi "ornamenti" si conosce beno o male la funzione e che la stessa Cadsuane afferma di non conoscere l'uso di due dei suoi tre pesci, lasciando ad intendere che di almeno uno conosca il comportamento, per esclusione uno dei tre pesci deve essere il ter'angreal che disturba le tessiture)

### Guardiano di Far Madding
Il Guardiano è un enorme e complicato macchinario ter'angreal che individua chi incanala nei suoi pressi ed impedisce agli incanalatori l'accesso all'Unico Potere nel raggio di alcune miglia, dunque esso protegge per intero la città di Far Madding che perciò risulta completamente schermata dall'Unico Potere, più o meno come in uno degli Stedding Ogier.
Esso può essere azionato dai non incanalatori ed è un enorme e complicato macchinario formato da tre diversi grandi dischi di colore opaco. Ciascuno dei tre dischi porta un indicatore di cristallo e dei gradi sono segnati lungo la loro circonferenza. Il guardiano crea tre zone di protezione sopra la città. La prima zona finisce sui ponti della città e scherma saidar, la seconda, più larga per circa un miglio attorno alla città, scherma saidin. La terza e più ampia zona che arriva fin oltre le colline, capta l'uso dell'Unico Potere da parte sia di uomini che donne. Quando il guardiano capta l'uso del Potere i tre segnali di cristallo puntano verso l'origine, indicando la posizione attraverso una triangolazione. I segnali di cristallo diventano rossi quando viene captato saidar e neri quando viene captato saidin.

### Set di gioielli di Nynaeve
È una serie di gioielli ter'angreal che combinati assieme aumentano il potere di ciascun pezzo, il set serve soprattutto come sistema di difesa nei confronti di altri incanalatori ostili. Il set è stato recuperato nel deposito di Ebou Dar da Elayne e Nynaeve, ed ora viene quasi sempre indossato da Nynaeve, anche se durante la battaglia per la pulitura di Saidin è stato prestato ad Alivia; il set è formato da:
- Sottile cintura ingioiellata con preziosi rubini. Questo ter'angreal è un serbatoio di Saidar; è utile per poter incanalare nei luoghi schermati dall'Unico Potere, come gli Stedding Ogier o Far Madding
- Un anello con una pallida gemma verde capace di rilevare l'uso di Saidin e Saidar, persino se i flussi sono mascherati
- Un anello con uno splendido zaffiro blu, che diventando freddo è capace di rilevare se qualcuno nelle vicinanze ha un atteggiamento ostile o è arrabbiato
- Un braccialetto con pallide gemme rosse che forma una protezione attorno a chi lo indossa, più resistente di un'armatura d'acciaio
- Una collana che come il medaglione di Mat sbroglia le tessiture di Saidin e Saidar lanciate contro chi lo indossa
- Inoltre il set è composto da numerosi altri braccialetti ed anelli di cui attualmente si ignora l'uso.

### Piccola bacchetta rossa brillante
È un ter'angreal dato da Mesaana ad Alviarin, ha le dimensioni di un dito e serve per richiamare qualcuno, indicando anche la propria posizione.

### Disco di pietra verde
Questo è un ter'angreal di nuova invenzione da parte di Elayne, permette alle persone deboli con il potere di creare le tessiture di illusione, così da mascherarsi o rendersi invisibili.

### Ter'angrealdella Torre Bianca
Nella saga viene narrato più volte che la Torre Bianca custodisce un'enorme collezione di ter'angreal, grandi e piccoli, ma in realtà ben pochi di essi sono stati descritti:
- Tre archi d'argento. È un ter'angreal usato per il test delle Ammesse, si trova alla Torre Bianca. Quando un'incanalatrice entra in ciascuno dei tre archi, esso mostra le sue paure basate rispettivamente su possibili eventi passati, presenti e futuri: la donna deve scegliere se continuare la sua vita come Aes Sedai, rinunciando agli affetti più cari ed uscire dall'arco, oppure rimanere in quella possibile realtà dentro il ter'angreal. Alcune donne scompaiono per sempre all'interno dei tre archi, mentre altre che hanno osato incanalare all'interno, sono state bruciate nel loro accesso a Saidar

- Ovale metallico. È un ter'angreal usato per il test definitivo per diventare Aes Sedai, si trova in una sala sotterranea della Torre Bianca. La donna che vi entra deve comporre cento diverse tessiture del potere, mantenendo una notevole dose di calma e compostezza, mentre nel frattempo viene drammaticamente disturbata dal ter'angreal, che una volta dopo l'altra, la proietta in cento diverse situazioni di pericolo, ispirate dalle sette Aes Sedai che lo manovrano. Alcune donne muoiono nel tentativo. Prima di entrare alla candidata viene imposta una tessitura di Spirito che al momento opportuno le ricorda le istruzioni da seguire. Come detto esso viene attivato da sette Aes Sedai che creano degli scenari per mettere in difficoltà la candidata in base a quanto conoscono di lei, perciò la prova può diventare particolarmente difficile e crudele se qualcuna delle sette ha particolare astio nei suoi confronti o se conosce i suoi punti deboli. Questo ter'angreal ha a che fare in qualche modo con Tel'aran'rhiod, perciò Nynaeve, che è allenata ad entrare nel Mondo dei Sogni, durante il suo test riesce in qualche modo ad adattare gli scenari, riuscendo quindi anche ad incanalare quando teoricamente non potrebbe

- Telaio. ter'angreal che produce il tessuto per i mantelli dei Custodi; si trova alla Torre Bianca

- Sedia dei rimorsi. È un ter'angreal custodito nel secondo piano sotterraneo della Torre Bianca. Appare come un solido blocco rettangolare di marmo grigio, è duro come l'acciaio, però si affloscia sul lato superiore quando qualcuno viene costretto a sedercisi sopra, modellandosi attorno al corpo. Su di un lato si trova un foro rettangolare con delle piccole tacche, quando si incanala dentro al foro, chi si trova seduto sul blocco è costretto a rivivere vividamente nella propria mente, e molte volte, tutte le conseguenze nefaste dei propri crimini. È una cura efficacissima per punire e redimere i criminali più impenitenti

#### Verga dei giuramenti
- La Verga o Bastone dei giuramenti è un ter'angreal di particolare importanza, sul quale ogni nuova Aes Sedai deve giurare al momento dell'ottenimento dello scialle, è quindi uno dei simboli stessi dell'essere una sorella della Torre Bianca. Chi giura stringendo ed incanalando Spirito in questo tipo di verghe ter'angreal (utilizzabili solo dagli incanalatori) viene vincolato per sempre dall'Unico Potere al giuramento stesso, perciò chi osa venir meno a quanto giurato soffre di atroci dolori. L'uso della verga ha altri due effetti: anzitutto stira completamente la pelle delle persone che compiono il giuramento, donando loro il caratteristico aspetto senza età; inoltre riduce l'aspettativa di vita dell'incanalatore di circa la metà (ma questo secondo aspetto risulta forse sconosciuto alla maggior parte delle Aes Sedai). Nell'Epoca Leggendaria queste verghe venivano utilizzate per costringere gli incanalatori criminali a non delinquere più. Nell'epoca dei fatti narrati nella saga, come detto sopra una verga viene custodita alla Torre Bianca ed utilizzata nella cerimonia di investitura delle nuove Aes Sedai (la cerimonia dei Tre Giuramenti)

- Una seconda verga è stata però recentemente ritrovata e rubata dagli Amici delle tenebre nel deposito di Ebou Dar; quindi è stata consegnata a Sammael, che l'ha poi ceduta a Sevanna e alle Sapienti degli Shaido Aiel. Essa è stata poi usata per soggiogare completamente Galina Casban; quest'ultima, ricattando Faile e i suoi seguaci, era riuscita a farsela rubare e consegnare, ma Therava l'ha ripresa subito dopo

### Trono di cristallo
È il trono sul quale siedono le imperatrici Seanchan, si trova nella Corte delle Nove Lune nella capitale Seandar. Apparentemente è un ter'angreal che funziona senza incanalare e che ispira soggezione a tutti quelli che gli si avvicinano.

### Segnalibro di Verin
È un ter'angreal dalla forma apparente di un segnalibro. È formato da una lunga e sottile cinghia di cuoio, con due pesi di acciaio agli estremi, che quando vengono uniti, combaciano. La cinghia va fatta passare attraverso delle pagine qualsiasi di un libro (o anche di due o tre libri), e poi avvolto attorno al libro stesso, fino a chiudere le estremità. Quando le due estremità si chiudono, il libro diventa immediatamente invisibile. Verin lo consegna ad Egwene nel libro XII, assieme al suo cifrario e al suo libro con tutte le rivelazioni sull'Ajah Nera.

### Anelli dei Pugnali Insanguinati
I Pugnali Insanguinati sono un corpo di élite dell'esercito Seanchan: sono specializzati in azioni suicide, per eliminare il maggior numero possibile di nemici, infatti dopo una rapida azione di guerra, essi vengono lasciati indietro, nel campo avversario, per compiere le loro missioni. Essi sono dotati di anelli ter'angreal che una volta attivati, permettono a chi li indossa di rendersi invisibile tra le ombre, inoltre di aumentare la propria forza, velocità ed agilità. Il ter'angreal però, una volta attivato, consuma rapidamente la vitalità di chi lo indossa e che perciò è destinato a morire nell'arco di poche settimane.

### Onirichiodo
L'Onirichiodo è un ter'angreal che viene mostrato per la prima volta nel Libro XIII. Ha la forma di una piccola punta metallica, sulla sua superficie si trova il disegno di un viticcio intricato. Esso viene attivato in tel'aran'rhiod formando una strana cupola violacea che ricopre una vasta area di terreno, una cupola che resta invisibile nel mondo della veglia; questa cupola impedisce il funzionamento dei portali per viaggiare su tutta l'area che ricopre, perciò dal punto di vista protettivo impedisce di viaggiare fino al posto interessato, ma dall'altra parte impedisce anche di fuggire, attraverso un portale, a chi si trova sotto alla cupola. Il possessore del ter'angreal può però decidere chi lasciare passare o meno. Nel tel'aran'rhiod la cupola impedisce di spostarsi facilmente fuori da essa (non basta immaginarsi fuori da essa, bensì è necessario scagliarsi contro le sue pareti per poterne uscire). Uno di questi oggetti viene dato da Moridin a Graendal per intrappolare Perrin, il quale però alla fine, dopo averlo spostato fin sopra Tar Valon, riesce a distruggerlo gettandolo nella lava. Un secondo di questi ter'angreal appare sopra la Torre Nera, intrappolando Pevara e gli Asha'man fedeli a Logain

## Unico Potere
Nel mondo creato nella serie dei quattordici romanzi fantasy de La Ruota del Tempo, dello scrittore statunitense Robert Jordan, l’Unico Potere, chiamato anche Vera Fonte, è la forza motrice dell'Universo, che fa girare la Ruota del Tempo. È una specie di energia mistico-magica che pervade il mondo e che agisce sulla realtà, alla quale possono accedere solo pochi individui, attirandola a sé e poi indirizzandola (o meglio incanalandola) in sottili flussi energetici che poi vanno intrecciati o tessuti, affinché abbiano un effetto. Alcuni individui, detti incanalatori, sono dotati dalla nascita di questa capacità, che poi potranno più o meno sviluppare quando diverranno adulti. Molti incanalatori potenziali non sono consapevoli della propria facoltà, finché non vengono individuati ed adeguatamente istruiti; come viene ribadito più volte nei romanzi, la Vera Fonte non può essere esaurita dagli incanalatori, come un fiume non può essere esaurito dalla ruota di un mulino.
L'Unico Potere si divide in due metà, la prima metà è detta saidin, alla quale possono accedere solo i maschi, mentre l'altra metà è chiamata saidar, alla quale accedono solo le femmine. Le forze di saidin e saidar operano in opposizione l'una all'altra, ma sono complementari e perciò operano all'unisono per far girare la Ruota. Gli incanalatori maschi e femmine, se si uniscono tra di loro in cerchi, cioè legano i loro poteri, sono capaci di usare le due forze all'unisono; gli incanalatori che le hanno potuto usare assieme hanno affermato che così le tessiture sembrano più efficaci e perfette che usando solo saidin o solo saidar. L'energia di saidin viene descritta dagli incanalatori maschi come un'eruzione di lava e roccia, come una forza esplosiva, che bisogna imparare a dominare costantemente, se non si vuole esserne travolti. Al contrario le incanalatrici femmine descrivono saidar come un fiume placido ed imponente, una forza a cui bisogna arrendersi ed a cui bisogna adeguarsi, prima di poterne disporre.
I flussi dell'Unico Potere (sia saidin che saidar) sono distinti in cinque tipi, a seconda della loro funzione ed in base all'elemento sul quale agiscono: Spirito, Aria, Acqua, Fuoco e Terra. Questi flussi devono di solito essere intrecciati tra di loro, ed ogni intreccio, chiamato tessitura, a seconda della quantità e qualità dei flussi adoperati, comporterà un effetto differente. Gli incanalatori solitamente sono forti in uno o due dei cinque flussi, mentre hanno meno abilità nei restanti altri; alcuni incanalatori possono però essere forti in tre o quattro dei flussi, mentre molto rari sono invece quelli potenti in tutti e cinque.
Le donne incanalatrici hanno un  vantaggio rispetto agli uomini, sono le uniche a poter aprire per prime un cerchio composto da più incanalatori (quindi un incanalatore maschio può formare od entrare in un cerchio solo dopo che una donna l'ha già predisposto o aperto); il cerchio più semplice è quello composto da due soli incanalatori, a cui via via se ne possono aggiungere altri. All'interno di un cerchio un elemento controllerà i flussi, mentre tutti gli altri saranno soggetti passivi (e tra l'altro, una volta entrati, non possono staccarsi dal cerchio stesso senza il rilascio da parte di chi controlla i flussi); però all'interno di un cerchio il controllo dei flussi può essere passato da un elemento ad un altro.
La potenza di un cerchio non è la somma aritmetica della potenza dei suoi membri, ma si colloca ad un livello intermedio tra il valore del membro più potente e la somma aritmetica della potenza di tutti; ad esempio se un incanalatore di forza 100 si lega in cerchio con uno di forza 250, la potenza totale del cerchio si colloca attorno ad un valore di 300. Se i membri fossero tre, di forza rispettivamente 100, 200 e 300, la potenza totale si collocherebbe attorno ad un valore di 450/500, e così via. Ma i cerchi, oltre che essere usati per fornire una potenza maggiore a chi l'adopera, sono utili soprattutto perché forniscono una maggiore destrezza e precisione nei flussi e perciò essi sono più adatti soprattutto per operazioni di precisione.
Vi sono dei limiti al numero di partecipanti ad un cerchio: ad esempio le donne da sole possono al massimo formare cerchi composti da tredici elementi; i cerchi misti invece, quelli cioè composti sia da donne che da uomini, possono essere composti fino ad un numero di settantadue elementi (se al primo cerchio completo di donne si aggiunge un uomo, il cerchio si può allargare ad altre tredici donne per un totale di ventisette, secondo lo schema 13+1+13=27; per ogni altro uomo che si aggiunge in seguito al cerchio, si potranno aggiungere altre otto donne, fino ad un massimo di settantadue: 13+1+13+1+8=36; 13+1+13+1+8+1+8=45; 13+1+13+1+8+1+8+1+8=54; 13+1+13+1+8+1+8+1+8+1+8=63; 13+1+13+1+8+1+8+1+8+1+8+1+8=72); inoltre questi cerchi che combinano Saidin e Saidar sono estremamente più potenti ed efficaci di quelli solo femminili.
La facoltà di incanalare l'Unico Potere, oltre alla possibilità di agire sulla realtà, ha tra gli altri effetti quello di rallentare sensibilmente il processo di invecchiamento, così molti degli incanalatori presentati nella serie dei romanzi hanno dimostrato di avere superato i due o tre secoli di vita (ed alcuni personaggi addirittura hanno toccato i seicento anni di età). Maggiore è la potenza dell'incanalatore, maggiore sarà il rallentamento dell'invecchiamento e quindi la sua aspettativa di vita. Dalla Guida in seguito si viene a sapere che nell'Epoca Leggendaria i più potenti tra gli incanalatori potevano arrivare a superare anche i settecento anni.
Gli incanalatori dell'Unico Potere si dividono anche in due altre categorie:
- 1) quelli che possiedono la cosiddetta scintilla innata vale a dire coloro che, tra l'adolescenza e la maturità, iniziano ad incanalare spontaneamente (essi di solito sono incanalatori relativamente potenti, le donne iniziano tra i 13 ed i 18 anni, gli uomini tra i 18 ed i 29 anni)

- 2) quelli che invece possono solo imparare ad incanalare dopo essere stati iniziati, vale a dire che cominciano ad incanalare solo grazie allo stimolo e all'insegnamento di un altro incanalatore, già esperto, e che ha trovato in loro la capacità di imparare a incanalare: se non ci fosse questo stimolo esterno, questi individui continuerebbero a vivere tutta la loro vita come persone normali, ignorando di avere dentro di sé un simile talento (è il classico esempio delle sul'dam seanchan).

Coloro che iniziano ad incanalare perché dotati di "scintilla innata", se non vengono adeguatamente istruiti, rischiano di non essere in grado di padroneggiare adeguatamente i propri poteri, con conclusioni molto spesso nefaste: infatti i tre quarti di questi rischiano di morire entro breve tempo; tra i restanti sopravvissuti, molti sviluppano blocchi mentali, nel tentativo di controllare il proprio potere, blocchi che poi risultano difficili da rimuovere.
Gli uomini incanalatori percepiscono chiaramente gli altri uomini potenzialmente capaci di incanalare (con la scintilla innata o senza) solo grazie ad una specie di risonanza del potere che scorre in loro quando intessono la Vera Fonte (ad esempio creando una piccola fiammella) e si avvicinano ad un altro incanalatore. Al contrario percepiscono vagamente quando una donna sta abbracciando Saidar o incanalando nelle vicinanze, provando una specie di brivido che scorre in loro, ma questa sensazione non indica con precisione chi possa essere l'autrice dell'incanalare.
Le donne incanalatrici percepiscono le altre donne già capaci di incanalare o con la scintilla innata, provando una particolare sensazione quando si avvicinano a loro, inoltre vedono una specie di aura luminosa che le circonda, quando le altre stanno già incanalando o abbracciando l'Unico potere. Invece per percepire la capacità potenziale di incanalare dentro ad un'altra donna, che quindi non ha la scintilla innata, devono fare come gli uomini: avvicinarsi, intessere una piccola quantità di potere e quindi cercare una certa risonanza di Saidar.
Infine le incanalatrici non sono assolutamente in grado di percepire direttamente gli uomini che incanalano; usando però la risonanza attraverso Saidar, le donne hanno imparato ad individuare in un secondo tempo la traccia lasciata dal Saidin dopo che è stato utilizzato da un incanalatore; nell'undicesimo libro infine, le incanalatrici hanno inventato una tessitura in grado di far percepire immediatamente quando un uomo sta incanalando.
Circa tremila e quattrocento anni prima degli eventi narrati nella saga, alla fine della cosiddetta Epoca Leggendaria, l'entità malvagia detta Shai'tan, un attimo prima di essere sigillata al di fuori del mondo dal Drago dell'epoca, Lews Therin Telamon, e dai suoi Cento Compagni, ha contaminato in maniera apparentemente irrimediabile la parte maschile dell'Unico Potere, saidin. Perciò, da quel momento, tutti gli incanalatori maschi sono destinati, presto o tardi, ad impazzire progressivamente o a perire in maniera atroce, perché il loro corpo si decompone mentre loro sono ancora in vita.
Gli incanalatori maschi, impazziti alla fine dell'Epoca Leggendaria, provocarono la Frattura del Mondo prima di morire. Ma di maschi capaci di incanalare continuarono a nascerne ancora negli anni successivi, minacciando di rimettere in moto la devastazione. Perciò, nei secoli seguenti, tutti i maschi trovati capaci di incanalare sono stati catturati su iniziativa delle Aes Sedai donne e sono stati domati.
Gli incanalatori possono essere privati dell'accesso all'Unico Potere tramite il taglio del collegamento esistente tra l'incanalatore stesso e la fonte del potere: gli uomini che subiscono questa privazione vengono detti domati, mentre le donne che vengono sottoposte a questo trattamento (un evento molto raro, riservato ad esempio alle incanalatrici riconosciute colpevoli di gravi crimini) vengono dette quietate; nonostante il diverso nome, quietatura e domatura rappresentano il medesimo processo, che nell'Epoca Leggendaria era genericamente ed indistintamente definito essere tagliati dalla Vera Fonte. Questa privazione di solito porta i soggetti che l'hanno subita, in breve tempo, alla morte per disperazione, perché è quasi impossibile trovare qualcos'altro che colmi la vita quanto l'Unico Potere.
Per 3400 anni (ed anche nella stessa Epoca Leggendaria) si era creduto che fosse impossibile poter guarire da questo taglio. Recentemente però Nynaeve al'Meara ha scoperto un metodo per guarire questo taglio del collegamento, costruendo una specie di ponte con Fuoco e Spirito: così ha potuto guarire totalmente Logain Ablar, e parzialmente Siuan Sanche e Leane Sharif. Alla stessa maniera l'Asha'man Damer Flinn, altrettanto talentuoso nella guarigione, ha guarito le tre sorelle quietate da Rand durante la Battaglia dei Pozzi di Dumai. L'unico limite a questo metodo è che esso è efficace al 100% solo se viene praticato da un incanalatore del sesso opposto alla persona da guarire (ad esempio Nynaeve con Logain, o Damer con le tre sorelle); se invece il guaritore e colui che deve guarire sono dello stesso sesso, la guarigione avverrà comunque, ma la potenza ristabilita sarà notevolmente inferiore all'originale (ad esempio Siuan Sanche si ritrova con una potenza pari a circa un terzo di quanto fosse in precedenza, e non si sa se un ulteriore intervento da parte di un Asha'man potrebbe ristabilire anche la potenza mancante).
A volte capita che un incanalatore si provochi da solo il taglio nel contatto con la Vera Fonte, esso avviene quando si incanala troppo potere, oppure si incanala troppo a lungo ed in modo estenuante, o anche con l'uso improprio di alcuni strumenti come i ter'angreal. Questo taglio viene detto bruciarsi e non si sa se il metodo di guarigione scoperto per la domatura/quietatura possa essere efficace anche in questo tipo di taglio.
La "forza" nell'incanalare l'Unico Potere non consiste solo nel grado di potenza bruta che una persona gestisce nell'uso del potere, ma anche in una specie di "maggiore intelligenza" nell'uso del potere stesso; questa "potenza/intelligenza" comporta infatti:
- una maggiore e più rapida capacità di apprendimento delle tessiture (perciò gli incanalatori più forti impiegano molti meno anni per apprendere le tessiture, rispetto a quelli più deboli; ad esempio per alcuni degli incanalatori più potenti basta osservare una sola volta una tessitura per saperla memorizzare e riprodurre perfettamente; al contrario quelli più deboli devono studiare le tessiture per molti anni, prima di riuscire a memorizzarle e a saperle riprodurre perfettamente);
- una superiore capacità, destrezza, velocità e precisione nel manovrare ed intessere tra di loro i flussi di potere ed inoltre la capacità di manipolare molti più flussi contemporaneamente (ad esempio incanalatori deboli manovrano al massimo uno o due flussi alla volta, quelli molto potenti ne manovrano più di una decina);
- infine una maggiore potenza si accompagna spesso ad una maggiore probabilità di possedere un raro ed innato talento nell'uso del potere, o anche saper intuire o scoprire nuovi o perduti talenti, più o meno legati all'uso del potere stesso.

Nel sesto libro della saga l'incanalatore maschio più potente conosciuto (Rand al'Thor), anche con un angreal, afferma che, oltre che da un cerchio completo di tredici incanalatrici deboli, egli potrebbe già essere sopraffatto e schermato da un cerchio composto da almeno sette donne di potenza media, ma ne basterebbero alcune di meno, se nel cerchio vi fosse un'incanalatrice del livello di una Reietta. Successivamente viene mostrato che per mantenere lo schermo su Rand sono necessarie sei incanalatrici di potenza media.
Durante la saga viene mostrato che per mantenere uno schermo su una donna piuttosto forte, basta un cerchio di un paio di incanalatrici di media potenza (ad esempio è ciò che fanno le due nere Falion ed Ispan a Nynaeve nel Libro VII). Nel Libro XII Cadsuane, per ulteriore sicurezza, fa mantenere sempre su Semirhage uno schermo alimentato da un cerchio di tre Aes Sedai.
Le più celebri incanalatrici dell'Unico Potere sin dall'epoca della Frattura del Mondo sono le Aes Sedai. Altri gruppi femminili consistenti, anche se rimasti a lungo nascosti e sconosciuti sono quelli delle Cercavento del Popolo del Mare, delle Sapienti Aiel e delle Donne della Famiglia: tutti e tre questi gruppi a partire dal Libro XIII hanno stretto dei rapporti di alleanza con le Aes Sedai. I Seanchan invece schiavizzano completamente tutte le incanalatrici che riescono a catturare, rendendole damane, sfruttando le loro capacità in molti modi. Graendal chiacchierando con Sammael, ha lasciato intendere che le incanalatrici Ayyad sono le vere governanti della misteriosa terra di Shara. Tra gli incanalatori maschi, unici degni di nota sono gli Asha'man.
Le tessiture dei flussi, ovvero l'intreccio di Spirito, Acqua, Aria (a volte detta Vento), Terra e Fuoco sono alla base dell'operato degli incanalatori. Queste tessiture possono essere ottenute intrecciando flussi dello stesso tipo (ad esempio Fuoco con Fuoco) oppure mischiando due o più tipi di flussi; le tessiture possono essere estremamente semplici e grossolane, o, al contrario richiedere molta perizia e precisione, oltreché l'intreccio di parecchi flussi. Gli incanalatori più potenti possono gestire anche molti flussi alla volta (il più potente conosciuto, Rand al'Thor, può maneggiare con destrezza più di una decina di flussi contemporaneamente), quelli molto deboli al massimo uno alla volta.
La maggior parte delle Aes Sedai, che vengono selezionate solo da un certo grado di potenza in su, riesce a maneggiare più di un flusso per volta, ma solo quelle al di sopra della media riescono a gestirne più di quattro o cinque alla volta, e solo le più potenti, una quarantina tra mille, si avvicinano a gestire tra i sette e gli otto flussi contemporaneamente, mentre pochissime riescono a gestirne più di una decina (ad esempio nel Libro XI Egwene mostra la sua capacità separando sette flussi di fuoco, che formano sette cerchi colorati nei colori delle sette Ajah, che ruotano attorno ad altrettante piccoli e tenui sfere, per un totale di quattordici flussi, una cosa che la quasi totalità della altre Aes Sedai non potrebbe mai fare, infatti tra le sorelle solo Nynaeve, Elayne e Cadsuane potrebbero fare altrettanto); di solito la creazione di cerchi permette di manipolare con precisione molti più flussi contemporaneamente, rispetto a quelli manipolati dai singoli componenti del cerchio.
I Talenti nell'Unico Potere sono delle capacità molto particolari legate del tutto od in parte all'incanalare, possono essere molto differenti ed in genere integrano la potenza di un incanalatore.
Gli angreal, i sa'angreal ed i ter'angreal sono strumenti legati all'uso dell'Unico Potere, sono rarissimi perché quasi tutti sono stati creati nell'Epoca Leggendaria, infatti nelle epoche successive, praticamente quasi più nessuno ha avuto il talento necessario per saperli produrre (l'eccezione più rilevante è rappresentata dalle damane seanchan che producono gli a'dam). Essi possono essere prodotti nei più svariati materiali, in genere molti sembrano fatti di metalli o pietra, alcuni in materiali rari e più o meno sconosciuti, uno di questi è il cuendillar, o "pietra dell'anima", un materiale indistruttibile dell'Epoca Leggendaria e del quale si è ignorato il segreto di fabbricazione per oltre tremila anni.
Persone molto potenti nell'unico potere possono imparare molto facilmente le intessiture, un esempio è Egwene al'Vere, che è diventata ammessa in un anno appunto per la sua capacità di imparare velocemente.

## Vero Potere
Il Vero Potere (True Power in lingua originale) sembra essere l'emanazione del potere di Shai'tan stesso. La sua azione pare molto simile a quella dell'Unico Potere, ma contrariamente ad esso, nel Vero Potere non vi è distinzione tra una parte maschile ed una femminile ed il suo utilizzo non viene percepito dagli incanalatori; inoltre il suo uso viene concesso o negato da Shai'tan stesso e la sua manifestazione appare come composta da fiamme nere.
Shai'than ha concesso questo potere unicamente ai proprio prescelti, i Reietti, ma sembra che anche il super Myrddraal, Shaidar Haran, possa utilizzarlo; in seguito però il suo uso è stato limitato a Moridin, nominato Nae'blis, cioè capo dei Reietti. Il Vero Potere porta ad un'estrema dipendenza, come una droga, ed il suo uso spasmodico ed eccessivo porta alla follia e alla trasformazione del proprio corpo: dapprima compaiono delle macchie nere, dette Saa, che si muovono rapidamente nel globo oculare, poi si sviluppano fiamme che emergono dall'interno del corpo e fuoriescono guizzanti dagli occhi e dalla bocca.
Nel corso del Libro XII anche Rand al'Thor riesce ad utilizzare il Vero Potere grazie al legame instauratosi tra lui e Moridin.
Nel Prologo del Libro XIII Graendal fornisce questa descrizione:
Lavorare con il Vero Potere era simile, ma non identico, del lavorare con l'Unico Potere. Una tessitura con il Vero Potere spesso funzionava in una maniera leggermente differente, o con un effetto secondario non anticipabile. E vi erano delle tessiture che potevano essere formate unicamente con il Vero Potere.
L'essenza del Grande Signore forzava il Disegno, stirandolo e lasciandolo sfregiato. Persino qualcosa che era stato disegnato dal Creatore per essere eterno, poteva essere disfatto usando le energie del Vero Potere.

## Fonti
Jordan, R. L'occhio del mondo. ISBN 0-312-85009-3

Jordan, R. La grande caccia. ISBN 0-312-85140-5

Jordan, R. Il Drago Rinato. ISBN 0-312-85248-7

Jordan, R. L'ascesa dell'Ombra. ISBN 0-312-85431-5

Jordan, R. I fuochi del cielo. ISBN 0-312-85427-7

Jordan, R. Il signore del caos. ISBN 0-312-85428-5

Jordan, R. La corona di spade. ISBN 0-312-85767-5

Jordan, R. Il sentiero dei pugnali. ISBN 0-312-85769-1

Jordan, R. Il cuore dell'inverno. ISBN 0-312-86425-6

Jordan, R. Crocevia del crepuscolo. ISBN 0-312-86459-0

Jordan, R. Nuova Primavera. ISBN 0-7653-0629-8

Jordan, R. La lama dei sogni. ISBN 0-312-87307-7

Jordan, R. Sanderson, B. Presagi di tempesta. ISBN 978-1-84149-165-3

Jordan, R. Sanderson, B. Le Torri di Mezzanotte. ISBN 978-88-347-1834-6

Jordan, R. Sanderson, B. Memoria di luce. ISBN 978-88-347-2244-2